# Marnon Busch
Marnon-Thomas Busch (* 8. prosince 1994) je německý profesionální fotbalista, který hraje na pozici pravého obránce za klub 1. FC Heidenheim.

## Kariéra
Busch přišel do mládežnického systému Werderu Brémy v roce 2007 z TuS Güldenstern Stade. V dresu Werderu Brémy II debutoval v sezóně 2012/13. Dne 24. srpna 2014 debutoval v prvním týmu v bundesligovém zápase proti Herthě BSC, kdy po 85 minutách nahradil Izeta Hajroviće při remíze 2:2 na berlínském Olympiastadionu.
V červnu 2016 se Busch připojil k týmu 2. Bundesligy TSV 1860 Mnichov na hostování pro sezónu 2016/2017. Na konci sezóny klub sestoupil.
V červnu 2017 podepsal Busch tříletou smlouvu s klubem 1. FC Heidenheim, také z 2. Bundesligy.